# Acropora pruinosa
Acropora pruinosa är en korallart som först beskrevs av Brook 1893.  Acropora pruinosa ingår i släktet Acropora och familjen Acroporidae. IUCN kategoriserar arten globalt som otillräckligt studerad. Inga underarter finns listade i Catalogue of Life.